# Sisauli
Sisauli är en ort i Indien.   Den ligger i distriktet Muzaffarnagar och delstaten Uttar Pradesh, i den norra delen av landet, 90 km norr om huvudstaden New Delhi. Sisauli ligger 243 meter över havet och antalet invånare är 15 837.
Terrängen runt Sisauli är mycket platt. Runt Sisauli är det tätbefolkat, med 913 invånare per kvadratkilometer. Närmaste större samhälle är Shamli, 15,9 km väster om Sisauli. Trakten runt Sisauli består till största delen av jordbruksmark.